# Ameles
Ameles — род богомолов из Африки, Азии и Европы.

## Описание
Эти богомолы хорошо прыгают и очень быстро бегают. Самки имеют редуцированные крылья, которые охватывают около 1/4 брюшка. У самцов крылья развитые, длиннее брюшка. Представители этого рода имеют разнообразную окраску (серую, коричневую или зелёную). Их места обитания — сухие луга.
Представители рода весьма агрессивны к другим особям своих видов

## Содержание в неволе
Некоторых представителей рода Ameles (Ameles decolor, Ameles spallanziana) содержат в неволе из-за их яркой окраски. Личинок с 3 линьки держат отдельно друг от друга, так как возможен каннибализм.

## Виды
- A.abjecta Cyrillo, 1787
- A. aegyptiaca Werner, 1913
- A. africana Bolivar, 1914
- A. arabica Uvarov, 1939
- A. assoi Bolivar, 1873
- A. crassinervis Dirsch, 1927
- A. cyprica Uvarov, 1936
- A. decolor (Charpentier, 1825)
- A. dumonti Chopard, 1943
- A. fasciipennis Kaltenbach, 1963
- A. gracilis Brullé, 1840
- A. heldreichi Brunner von Wattenwyl, 1882
- A. kervillei Bolivar, 1911
- A. maroccana Uvarov, 1931
- A. massai Battiston & Fontana, 2005
- A. modesta Bolivar, 1914
- A. moralesi Bolivar, 1936
- A. nana Charpentier, 1825
- A. persa Bolivar, 1911
- A. picteti (Saussure, 1869)
- A. poggii Lombardo, 1986
- A. soror Serville, 1839
- A. spallanzania (Rossi, 1792)
- A. syriensis Giglio-Tos, 1915
- A. taurica Jakovlev, 1903
- A. wadisirhani Kaltenbach, 1982